# Żeglarstwo na Letnich Igrzyskach Olimpijskich 1964
Zawody zostały przeprowadzone w pięciu konkurencjach. Zawody zostały rozegrane między 12 a 23 października 1964 roku. W zawodach wystartowało 225 zawodników (224 mężczyzn oraz 1 kobieta) z 40 krajów. Zawody były rozgrywane w formule open. Polacy nie startowali.

## Finn
| Złoto                   | Punktacja | Srebro                            | Punktacja | Brąz                 | Punktacja |
| Niemcy Wilhelm Kuhweide | 7638      | Stany Zjednoczone · Peter Barrett | 6373      | Dania · Henning Wind | 6190      |

## Klasa Star
| Złoto                                  | Punktacja | Srebro                                           | Punktacja | Brąz                                         | Punktacja |
| Bahamy · Durward Knowles · Cecil Cooke | 5664      | Stany Zjednoczone · Dick Stearns · Lynn Williams | 5585      | Szwecja · Pelle Petterson · Holger Sundström | 5527      |

## Klasa Dragon
| Złoto                                                    | Punktacja | Srebro                                            | Punktacja | Brąz                                                            | Punktacja |
| Dania · Ole Berntsen · Christian von Bülow · Ole Poulsen | 5854      | Niemcy Peter Ahrendt Ulrich Mense Wilfried Lorenz | 5826      | Stany Zjednoczone · Lowell North · Charlie Rogers · Dick Deaver | 5523      |

## Klasa 5,5 m
| Złoto                                                      | Punktacja | Srebro                                             | Punktacja | Brąz                                                              | Punktacja |
| Australia · Bill Northam · Dick Sargeant · Peter O’Donnell | 5981      | Szwecja · Lars Thörn · Arne Karlsson · Sture Stork | 5254      | Stany Zjednoczone · John McNamara · Frank Scully · Joe Batchelder | 5106      |

## Klasa Latający Holender
| Złoto                                         | Punktacja | Srebro                                      | Punktacja | Brąz                                               | Punktacja |
| Nowa Zelandia · Earle Wells · Helmer Pedersen | 6255      | Wielka Brytania · Keith Musto · Tony Morgan | 5556      | Stany Zjednoczone · Buddy Melges · William Bentsen | 5158      |

## Kraje uczestniczące
W zawodach wzięło udział 225 zawodników z 40 krajów
| - Argentyna (6) - Australia (11) - Austria (3) - Bahamy (8) - Belgia (1) - Bermudy (4) - Brazylia (5) - Czechosłowacja (1) - Dania (9) - Filipiny (3) | - Finlandia (5) - Francja (3) - Grecja (4) - Hiszpania (1) - Holandia (7) - Hongkong (4) - Irlandia (4) - Jamajka (3) - Japonia (11) - Kambodża (3) | - Kanada (11) - Kenia (1) - Meksyk (11) - Niemcy (12) - Norwegia (9) - Nowa Zelandia (3) - Portoryko (1) - Portugalia (6) - Rodezja Południowa (3) - Stany Zjednoczone (11) | - Szwajcaria (7) - Szwecja (11) - Tajlandia (4) - Trynidad i Tobago (2) - Turcja (3) - Wenezuela (3) - Węgry (1) - Wielka Brytania (9) - Włochy (10) - ZSRR (11) |

## Klasyfikacja medalowa

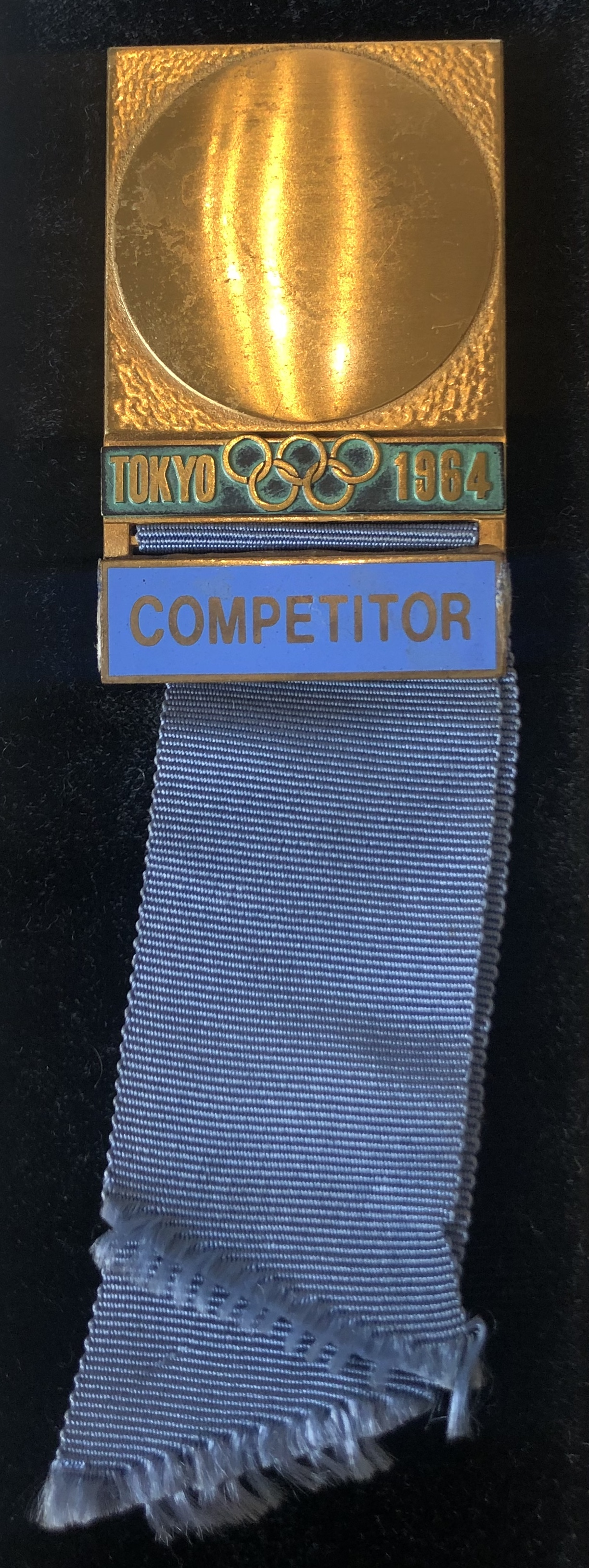
Medal za udział w zawodach olimpijskich reprezentanta Irlandii, Eddiego Kellihera

| Lp. | Państwo           |   |   |   | Razem |
| --- | ----------------- | - | - | - | ----- |
| 1.  | * Niemcy          | 1 | 1 | 0 | 2     |
| 2.  | Dania             | 1 | 0 | 1 | 2     |
| 3.  | * Bahamy          | 1 | 0 | 0 | 1     |
| 4.  | Australia         | 1 | 0 | 0 | 1     |
| 4.  | Nowa Zelandia     | 1 | 0 | 0 | 1     |
| 6.  | Stany Zjednoczone | 0 | 2 | 3 | 5     |
| 7.  | Szwecja           | 0 | 1 | 1 | 2     |
| 8.  | Wielka Brytania   | 0 | 1 | 0 | 1     |